# Wolfgang Niedrig
Wolfgang Niedrig es un deportista de la RDA que compitió en piragüismo en la modalidad de aguas tranquilas.
Ganó dos medallas en el Campeonato Mundial de Piragüismo, en los años 1963 y 1966, y tres medallas en el Campeonato Europeo de Piragüismo entre los años 1961 y 1965.

## Palmarés internacional
| Campeonato Mundial | Campeonato Mundial    | Campeonato Mundial | Campeonato Mundial |
| Año                | Lugar                 | Medalla            | Competición        |
| ------------------ | --------------------- | ------------------ | ------------------ |
| 1963               | Jajce (Yugoslavia)    | Medalla de plata   | K4 10 000 m        |
| 1966               | Berlín Oriental (RDA) | Medalla de bronce  | K4 10 000 m        |
| Campeonato Europeo |                       |                    |                    |
| Año                | Lugar                 | Medalla            | Competición        |
| 1961               | Poznań (Polonia)      | Medalla de bronce  | K2 1000 m          |
| 1963               | Jajce (Yugoslavia)    | Medalla de plata   | K4 10 000 m        |
| 1965               | Bucarest (Rumania)    | Medalla de oro     | K4 10 000 m        |